# 二宮経政
二宮 経政（にのみや つねまさ）は、戦国時代の武将。吉川氏家臣。父は二宮光信、嫡男は毛利氏家臣の二宮春久。

## 生涯
二宮光信の子として生まれる。
大永2年（1522年）3月6日、安芸国の寺原台ヶ尾で吉川興経と武田信重が戦った際に、父・光信と共に吉川氏に付いて戦ったが、共に戦死。当時まだ幼少であった嫡男・春久が後を継いだ。